# Chesias legatella
Chesias legatella là một loài bướm đêm trong họ Geometridae.

## Hình ảnh

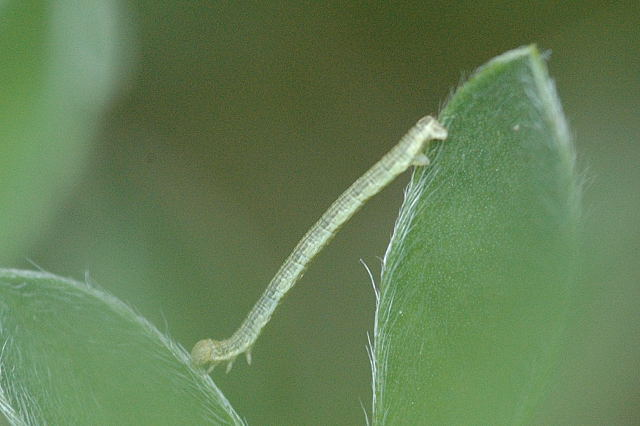
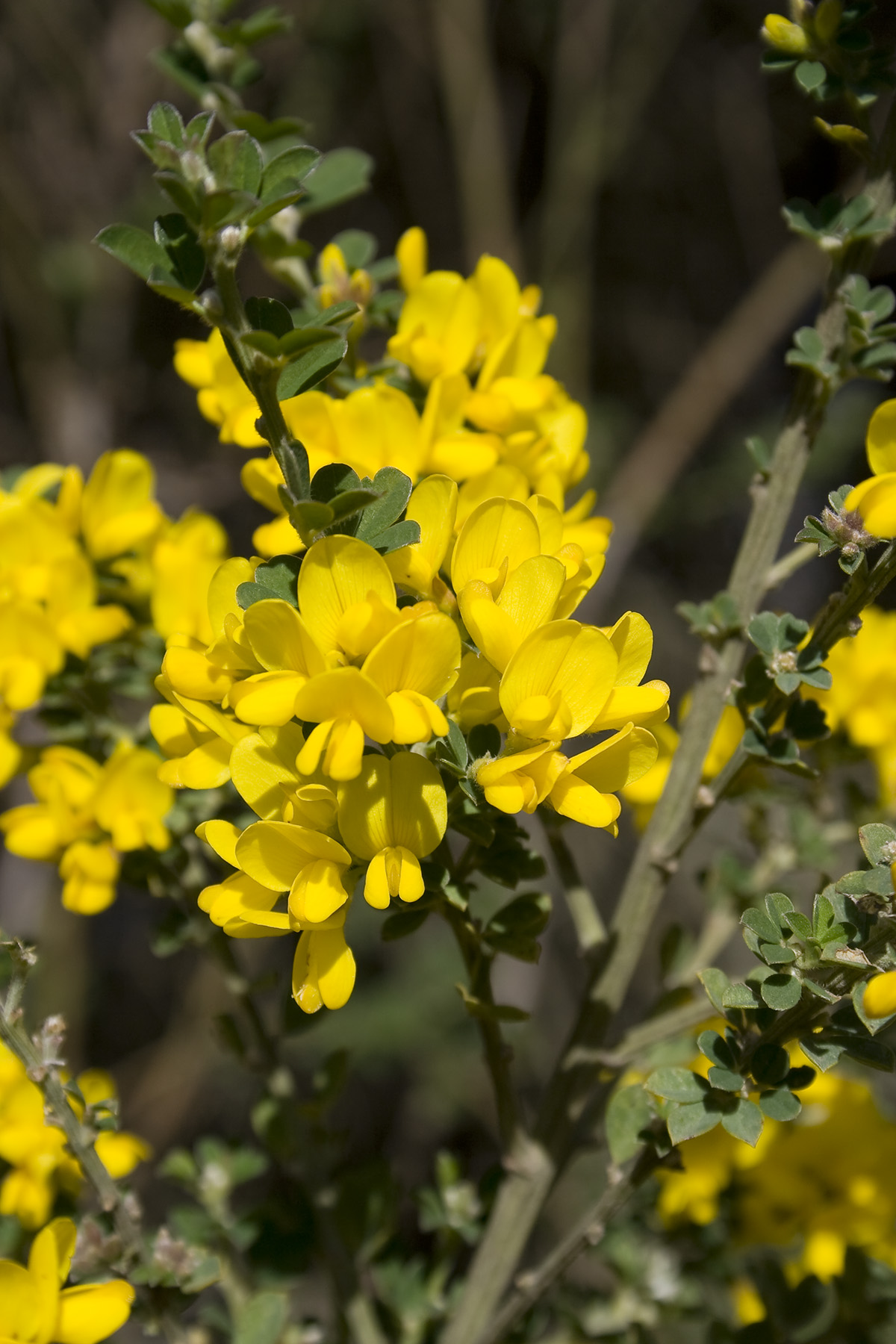
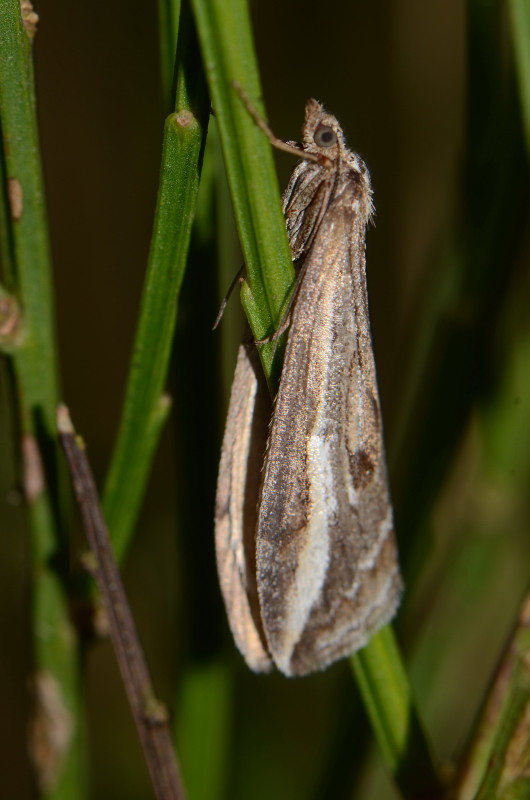
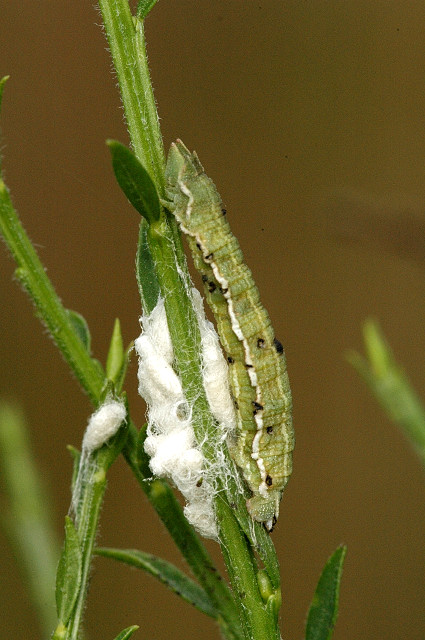